# Idaea glabripennis
Idaea glabripennis är en fjärilsart som beskrevs av W. Warren 1900. Idaea glabripennis ingår i släktet Idaea och familjen mätare. Inga underarter finns listade i Catalogue of Life.